# Arcadio Lobato
Arcadio Lobato (Madrid, 1955) è un illustratore e fumettista spagnolo.

## Biografia
Nato a Madrid nel 1955, Lobato incomincia a studiare biologia, abbandonando poi gli studi per decidere di intraprendere la strada dell'arte, iscrivendosi al Círculo de Bellas Artes di Madrid. Agli inizi degli anni 80, diventa allievo del maestro Štěpán Zavřel. Nel 1983 illustra il libro di Ernest Hemingway, The Faithful Bull , ricevendo l'onorificenza della Biennale internazionale di Bratislava. Il premio di maggior rilievo per l'artista fu, tuttavia, quello relativo all'album illustrato a carattere europeo. Attualmente continua la sua professione di illustratore per libri italiani, sempre relativi a tematiche infantili o religiose.
| Controllo di autorità | VIAF (EN) 51812269 · ISNI (EN) 0000 0001 0900 9034 · SBN RAVV026202 · LCCN (EN) n87126144 · GND (DE) 129596310 · BNE (ES) XX1637316 (data) · BNF (FR) cb126603712 (data) · J9U (EN, HE) 987007391298605171 · NDL (EN, JA) 00470593 |